# Сьвйонтники (Конінський повіт)
Сьвйонтники (пол. Świątniki) — село в Польщі, у гміні Жґув Конінського повіту Великопольського воєводства.
Населення — 359 осіб (2011).
У 1975-1998 роках село належало до Конінського воєводства.

## Демографія
Демографічна структура станом на 31 березня 2011 року:
|          | Загалом | Допрацездатний вік | Працездатний вік | Постпрацездатний вік |
| -------- | ------- | ------------------ | ---------------- | -------------------- |
| Чоловіки | 178     | 49                 | 119              | 10                   |
| Жінки    | 181     | 29                 | 112              | 40                   |
| Разом    | 359     | 78                 | 231              | 50                   |